# Friedrich von Hohenau
Bernhard Wilhelm Albrecht Friedrich von Hohenau, né le 21 mai 1857 au château d'Albrechtsberg (Dresde) et mort le 15 avril 1914 à Ochelhermsdorf, près de Grünberg, est le fils cadet du prince Albert de Prusse (1809-1872) et de son épouse morganatique, la comtesse von Hohenau.

## Biographie

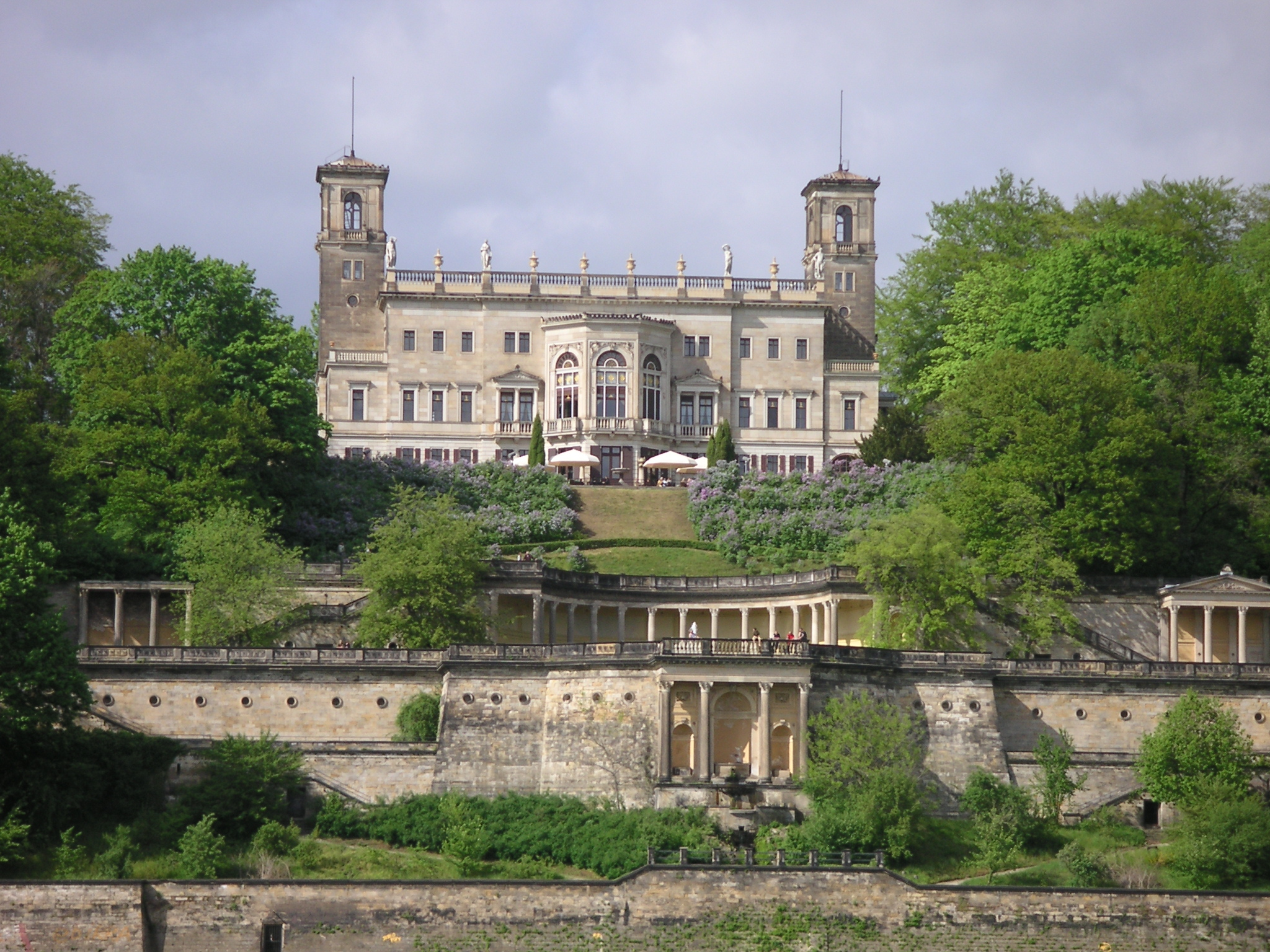
Le château d'Albrechtsberg vu de l'Elbe

Le comte Friedrich von Hohenau est après la mort de sa mère en 1879, héritier avec son frère du château d'Albrechtsberg, où il vit jusqu'à sa mort. Il n'est pas souhaité à la Cour, comme le reste de la famille.
Le comte doit démissionner de l'armée en 1901 avec son ami le prince Friedrich Botho zu Eulenburg, frère du prince Philippe d'Eulenburg, à cause de l'affaire Harden-Eulenburg. Fritz (tel est son surnom) de Hohenau est impliqué aussi dans un autre scandale de l'époque wilhelminienne, l'affaire Kotzau.
Le comte est l'époux (1881) de Charlotte von der Decken (1863-1933) qui lui donne quatre fils :
- Albrecht (1882-1966), épouse en 1911 la comtesse Elisabeth Buturlina (1890-1919) et en secondes noces en 1920 Christa Manussi de Montesole (1894-1971)
- Wilhelm von Hohenau (1884-1957) (de), épouse en 1916 (divorce en 1931) la comtesse Anna Henckel von Donnersmarck (1894-1946), et en secondes noces (1932) Ellen Rettemeier (1899-?)
- Friedrich Karl (1895-1929), épouse en 1923 Edith Schröder (1890-1976)
- Friedrich Franz (1896-1918), mort au combat.